# Mohammed I Saadi
Mohammed I Saadi, död 1557, var regerande sultan av Marocko mellan 1554 och 1557. Han tillhörde saadiernas dynasti.